# Levin Ludwig Schücking

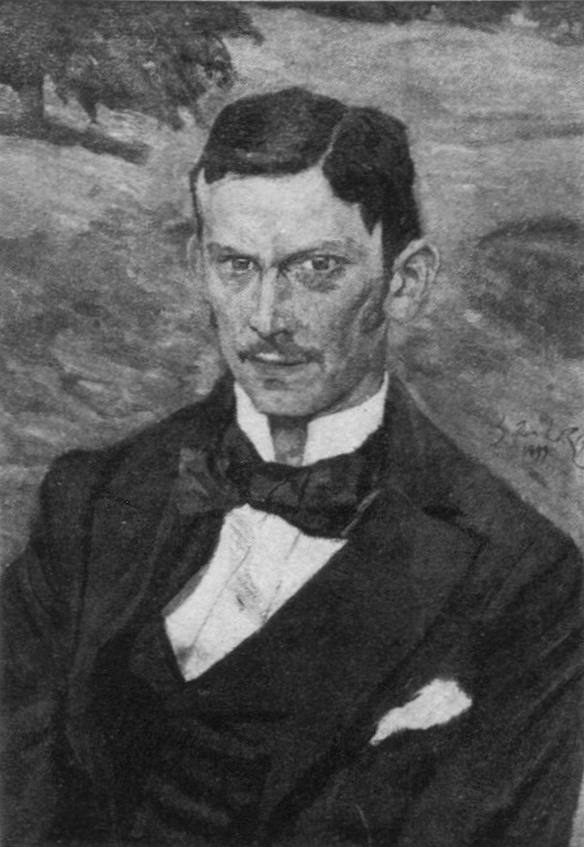
Levin Ludwig Schücking, Gemälde von Bernhard Pankok, 1899.

Levin Ludwig Schücking (* 29. Mai 1878 in Steinfurt; † 12. Oktober 1964 in Farchant) war ein deutscher Anglist und Shakespeareforscher.

## Leben
Levin Ludwig Schücking ist ein Enkel von Levin Schücking und stammte aus der seit Jahrhunderten im Münsterland ansässigen Juristen- und Gelehrtenfamilie Schücking. Er war der Bruder des Politikers und Völkerrechtlers Walther Schücking (1875–1935) und des Husumer Bürgermeisters, Rechtsanwaltes und Schriftstellers Lothar Engelbert Schücking (1873–1943).
Geboren in Burg-Steinfurt als Sohn des Landgerichtsrates Carl Lothar Levin Schücking und seiner Frau Luise Wilhelmine Amalie geb. Beitzke (einer Tochter von Heinrich Ludwig Beitzke) zog die Familie während seiner Kindheit nach Münster um. Dort besuchte er das Gymnasium Paulinum und machte sein Abitur.
Schücking studierte Englische und Romanische Philologie sowie Kunstgeschichte in Freiburg im Breisgau, Berlin, München und Göttingen. 1901 wurde er in Göttingen promoviert. Anschließend folgte ein Studienaufenthalt in England. 1902 kehrte er nach Münster zurück, um sich 1904 in Göttingen für englische Sprache und Literatur zu habilitieren.
Während seiner Zeit in Göttingen kam er über seinen dort studierenden Bruder Walther Schücking in Kontakt zu Börries Freiherr von Münchhausen und gründete mit ihm den Studentenzirkel „Akademie“, der Göttingen, wie zu Zeiten des Göttinger Hainbundes, zu einem Mittelpunkt des literarischen Lebens machte. Zusammen gaben sie den Göttinger Musenalmanach heraus.
Zu dem Freundeskreis dieser Zeit gehörten unter anderem Lulu von Strauß und Torney, Agnes Miegel, Ludwig Finckh, Bernard Wieman und Carl Bulcke. Besonders seine Freundschaft zu Börries von Münchhausen hielt bis zu dessen Tod 1945 an und schloss auch die Familien mit ein. Der lebenslang geführte Briefwechsel wurde von seiner Tochter Beate E. Schücking veröffentlicht.
Schücking erhielt Professuren in Jena ab 1910 und Breslau ab 1916. Rufe nach Graz, Bern und Köln lehnte er ab. Er heiratete am 3. August 1912 Elisabeth Gerke, die Anglistikstudentin bei ihm in Jena gewesen war und hatte mit ihr vier Kinder: Ursula, Beate E., Luise und Adrian.
1925 wurde er, der damals bedeutendste deutsche Anglist, in der Nachfolge Max Försters Professor für englische Sprache und Literatur in Leipzig.
Der Studienführer der Universität Leipzig sagt über ihn:

„Er erwarb sich mit seiner kulturhistorisch-soziologischen Literaturbetrachtung, insbesondere mit dem Buch „Die Soziologie der literarischen Geschmacksbildung (1923)“ internationale Anerkennung. Seine wichtigsten Forschungen widmen sich der altenglischen Literatur, Shakespeare, dessen sämtliche Werke Schücking in seinen ersten Leipziger Jahren publizierte sowie dem Puritanismus in England.“

Levin Ludwig Schücking entwickelte sich zum führenden deutschen Shakespeare-Forscher seiner Zeit. An vielen von ihm publizierten Werken wirkte seine Frau Elisabeth als Übersetzerin mit. Nach der Machtübernahme durch die Nationalsozialisten unterzeichnete Schücking das Bekenntnis der Professoren an den deutschen Universitäten und Hochschulen zu Adolf Hitler.

Im Studienführer der Universität Leipzig ist über Schücking während der Zeit des Nationalsozialismus allerdings zu lesen: 

„Während der Naziherrschaft war Levin Ludwig Schücking wegen seiner konsequent pazifistischen Haltung zunehmend politischen Repressalien ausgesetzt. Schückings internationaler Anerkennung und dem Protest der Leipziger Philosophischen Fakultät ist es zu verdanken, dass die vom Dresdner Ministerium für Volksbildung 1933 beabsichtigte Entlassung nicht verwirklicht werden konnte. Er wurde jedoch bespitzelt, aus allen Fakultätskommissionen entfernt und nicht mehr zur Abnahme von Staatsprüfungen zugelassen.“

1944 wurde Schücking auf eigenen Wunsch emeritiert, zog nach Farchant in Oberbayern und übernahm nach dem Kriege vertretungsweise den Lehrstuhl für Anglistik an der Universität Erlangen. Seit 1927 war er Mitglied der Sächsischen Akademie der Wissenschaften zu Leipzig, zunächst ordentliches und ab 1946 korrespondierendes Mitglied. 1949 wurde er zum ordentlichen Mitglied der Bayerischen Akademie der Wissenschaften und in die American Academy of Arts and Sciences gewählt.
Ohne Pensionszahlungen aus dem in der DDR liegenden Leipzig wurde Schücking 1951 für ein Semester als Ordinarius für Englische Philologie bayerischer Landesbeamter, jedoch bereits 1952 endgültig emeritiert. Er nahm danach noch bis 1957/58 einen Lehrauftrag an der Universität München wahr.

## Schriften
- 1898: Der Sommerkönig. Ein erzählendes Gedicht, Göttingen
- 1901: Studien über die Stofflichen Beziehungen der englischen Komödie zur italienischen bis Lilly, Halle
- 1904: Die Grundzüge der Satzverknüpfung im Beowulf, Halle
- 1905: Beowulfs Rückkehr. Eine kritische Studie, Halle
- 1908: (Bearb.) Beowulf. Mit ausführlichem Glossar, hrsg. von Moritz Heyne, 8. Aufl., Paderborn
- 1908: Die vertauschten Schäfer. Schäferspiel, Heidelberg
- 1908: Shakespeare im literarischen Urteil seiner Zeit, Heidelberg
- 1909: Balladen und Lieder, Berlin
- 1915: Untersuchungen zur Bedeutungslehre der angelsächsischen Dichtersprache, Heidelberg
- 1915: Der englische Volkscharakter, Jena, Stuttgart, Leipzig
- 1919: Die Charakterprobleme bei Shakespeare. Eine Einführung in das Verständnis des Dramatikers, Leipzig
- 1923: Die Soziologie der literarischen Geschmacksbildung, München
- 1927: Grundlinien einer Bibliographie zum Studium der englischen Philologie, Dresden
- 1927: Die englische Literatur im Mittelalter, Potsdam
- 1929: Die Familie im Puritanismus. Studien über Familie und Literatur in England im 16., 17. und 18. Jahrhundert, Leipzig, Berlin
- 1929: Die puritanische Familie in literar-soziologischer Sicht, Bern, München
- 1931: Zum Problem der Überlieferung des Hamlet-Textes, Leipzig
- 1931: A Shakespeare-Bibliography, zus. mit Walter Ebisch, Oxford
- 1932: Deutsches Lesebuch, zus. mit Elisabeth Schücking (= Harrap’s Modern Language Series), London
- 1933: Heldenstolz und Würde im Angelsächsischen. Mit einem Anhang: Zur Charakterisierungstechnik im Beowulfepos, Leipzig
- 1935: Der Sinn des Hamlet. Kunstwerk, Handlung, Überlieferung, Leipzig
- 1938: The baroque character of the Elizabethan tragic hero. Annual Shakespeare lecture of the British Academy 1938, London
- 1940: (Hrsg.) Francis Bacon Essays, Leipzig
- 1941: (Hrsg.) Annette von Droste in ihren Briefen (=Insel-Bücherei 312), Leipzig
- 1942: (Hrsg.) Levin Schücking, Annette von Droste. Ein Lebensbild, Stuttgart
- 1947: Shakespeare und der Tragödienstil seiner Zeit, Bern
- 1948: Essays über Shakespeare, Pepys, Rossette, Shaw und anderes, Wiesbaden
- 1948: Plaudereien mit Lothar Engelbert, Bamberg
- 1954: Gullivers Reise zu den guten Pferden, geschmacksgeschichtlich betrachtet, München
- 1956: Englische Gedichte aus sieben Jahrhunderten, Leipzig
- 1963: Zur Verfasserschaft der Spanish Tragedy, München
- 1964: Die puritanische Familie in literar-soziologischer Sicht, Bern
- 2008: Selbstbildnis und dichterisches Schaffen, Bielefeld (aus dem Nachlass herausgegeben)